# Tolka Park
 (avril 2025).
Tolka Park (en irlandais: Páirc Tolca) est un stade de football situé dans le quartier de Drumcondra à Dublin en Irlande. Il tire son nom de la toute proche rivière Tolka.
Ce stade accueille actuellement le Shelbourne FC.
Il a une capacité d'environ 10 000 places et a accueilli des finales de coupes nationales, des rencontres internationales ainsi que de nombreux matchs de coupe d'Europe.

## Histoire
Tolka Park était à l'origine le stade du Drumcondra FC, qui fut une des plus populaires équipes de Dublin dans les années 50 et 60. Quand ce club a fait faillite en 1970, c'est le Home Farm FC qui s'est domicilié à Tolka Park. En 1987, les dirigeants des Shamrock Rovers décidèrent de s'y installer mais les fans du club boycottèrent les matchs, ne voulant pas abandonner leur stade de Glenmalure Park. Les Rovers n'y joueront qu'une saison en partageant le stade avec Home Farm.
En 1989, Home Farm déménage à proximité dans le stade de Whitehall. C'est le Shelbourne FC qui s'installe alors à Tolka Park et investira en installant des places assises et une nouvelle tribune derrière le but. Shelbourne partagera Tolka Park a de nombreuses reprises avec les Shamrock Rovers qui le quitte pour le nouveau stade de Tallaght Stadium, dans le quartier de Tallaght, en 2009.
Malgré son statut de grande place du football irlandais, l'avenir de Tolka Park est incertain. En effet de nombreuses crues de la Tolka ont causé des dégâts considérables au stade au fil des années et la ville souhaite raser le stade pour y installer des résidences. Shelbourne a évoqué des possibilités de nouveau stade dans les quartiers de Swords et Finglas (en) qui n'ont rien donné. L'idée la plus probable serait que Shelbourne partage le futur stade du Bohemians FC.